# لورتوتکان
لورتوتکان (به انگلیسی: Lurtotecan) با فرمول شیمیایی C28H30N4O6 یک ترکیب شیمیایی با شناسه پاب‌کم 60956 است. که جرم مولی آن ۵۱۸٫۵۶۱ گرم بر مول می‌باشد. 